# Michaela Bauks
Michaela Bauks (* 4. März 1962 in Münster) ist eine deutsche evangelische Theologin und Professorin für Bibelwissenschaft in Koblenz.

## Leben
Nach dem Abitur am Schillergymnasium Münster studierte sie Romanistik und evangelische Theologie für das Höhere Lehramt in Bochum, Liège, Wien, Hamburg mit dem Abschluss 1. Staatsexamen. Nach der Promotion 1995 an der Universität Heidelberg und der Habilitation 2003 an der Universität Straßburg wurde sie 2007 W3-Professorin für Bibelwissenschaft (Altes Testament und Religionsgeschichte) an der Universität Koblenz-Landau, Campus Koblenz.
Ihre Forschungsbereiche sind Religionsgeschichte des Alten Orients und des antiken Judentums, Traditions- und Rezeptionsgeschichte biblischer Literatur, Pentateuch (Tora); Psalmen und Hiob, anthropologische und theologische Themen, Kulturgeschichtlicher Vergleich und biblische Hermeneutik (Paul Ricoeur). Sie ist zudem Mitherausgeberin des WiBiLex, das deutschsprachige wissenschaftliche Bibellexikon im Internet, wo sie auch einige Artikel zum Alten Testament selber verfasst hat.

## Schriften (Auswahl)
- Die Welt am Anfang. Zum Verhältnis von Vorwelt und Weltentstehung in Gen 1 und in der altorientalischen Literatur. Neukirchen-Vluyn 1997, ISBN 3-7887-1619-3.
- Die Feinde des Psalmisten und die Freunde Ijobs. Untersuchungen zur Freund-Klage im Alten Testament am Beispiel von Ps 22. Stuttgart 2004, ISBN 3-460-03034-8.
- Jephtas Tochter. Traditions-, religions- und rezeptionsgeschichtliche Studien zu Richter 11,29–40. Tübingen 2010, ISBN 978-3-16-150255-2.
- Theologie des Alten Testaments. Religionsgeschichtliche und bibelhermeneutische Perspektiven. Göttingen 2019, ISBN 3-8252-4973-5.
- Koautorin des Kompendiums: Figurationen des Bösen – Ein Kompendium, Werner Moskopp, Stefan Neuhaus, Autoren (Auswahl): Ulrich Horstmann, Volker Ladenthin, Oliver Dimbath, Michaela Bauks, Ulli Roth, Artur R. Boelderl, Nicole Hoffmann, Werner Moskopp, Konigshausen und Neumann, Würzburg 2023, ISBN 978-3-8260-7703-6